# Фрид, Семён Маркович
Семён Маркович Фрид (бел. Сямён Маркавіч Фрыд; 2 [14] ноября 1891, Смиловичи, Игуменский уезд, Минская губерния — 16 февраля 1946, Минск) — советский микробиолог, профессор (1933).

## Биография
Родился 2 (14) ноября 1891 года в Смиловичи, Минская губерния.
Окончил Саратовский университет (1918). С 1919 года служил врачом на фронтах Гражданской войны. В 1921—1930 годах — лаборант, ассистент, доцент в Государственном венерологическом институте в Москве, в 1931—1933 годах — доцент кафедры микробиологии в 1-м Московском медицинском институте. В 1933—1941 годах заведовал кафедрой микробиологии в Минском медицинском институте, одновременно научный руководитель НИИ эпидемиологии и микробиологии. В 1936 году получил докторскую степень.
В 1941—1943 годах — профессор кафедры микробиологии Военно-медицинской академии. С 1943 года — военврач I ранга (подполковник медицинской службы). В 1943—1944 годах — заведующий кафедрой микробиологии Белорусского медицинского института (эвакуированного в Ярославль). В 1944—1946 годах — директор Белорусского института микробиологии и эпидемиологии.
Умер 16 февраля 1946 года в Минске.

## Семья
- Сын — Валерий Семёнович Фрид (1922—1998), драматург и киносценарист.
- Отец — раввин Мордух Фрид, погиб в Минском гетто в 1942 году. Сестра — Хася Мордуховна (Анна Марковна) Фридлянд (девичья фамилия — Фрид; 1879—1959)[4].
- Племянник (сын сестры) — Иосиф Бенцианович Фридлянд (1907—1981), советский биохимик, доктор медицинских наук, профессор[5].

## Научные труды
- «Брюшной тиф и борьба с ним» (1936).